# Ahwahnee
Ahwahnee est une census-designated place située dans le comté de Madera, dans l’État de Californie, aux États-Unis. Sa population s’élevait à 2 246 habitants lors du recensement de 2010.

## Démographie
| 2000  | 2010  | - | - |
| ----- | ----- | - | - |
| 1 907 | 2 246 | - | - |